# 狩野孝信

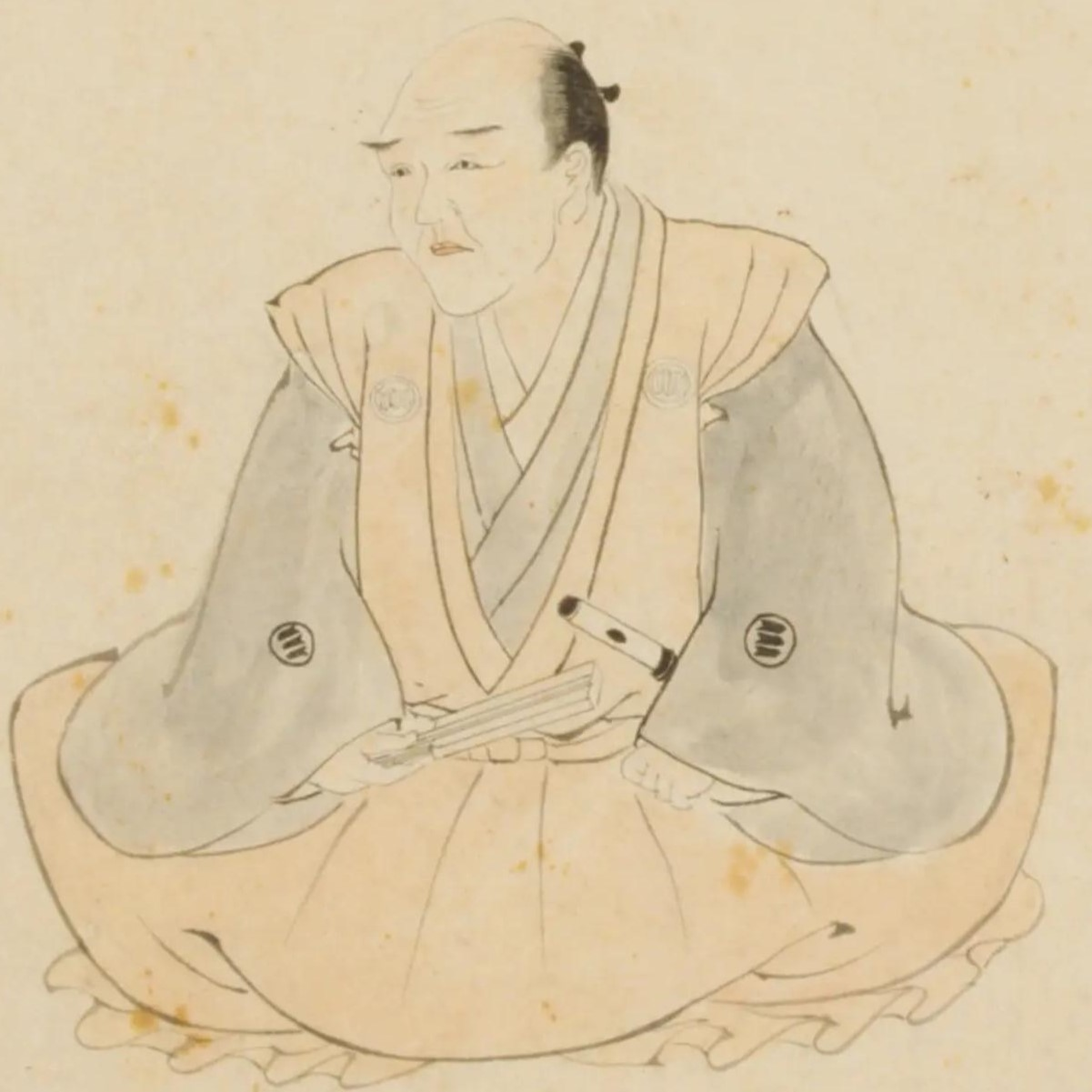
狩野孝信（『肖像集』）

狩野 孝信（かのう たかのぶ、元亀2年11月25日（1571年12月11日） - 元和4年8月30日（1618年10月18日））は、安土桃山時代の狩野派の絵師。通称右近。狩野永徳の次男で光信の弟。子は探幽、尚信、安信、狩野信政室、神足高雲室。確証ある遺品は少ないが、時代の転換期にあって狩野派を支えた功労者といえる。

## 略歴

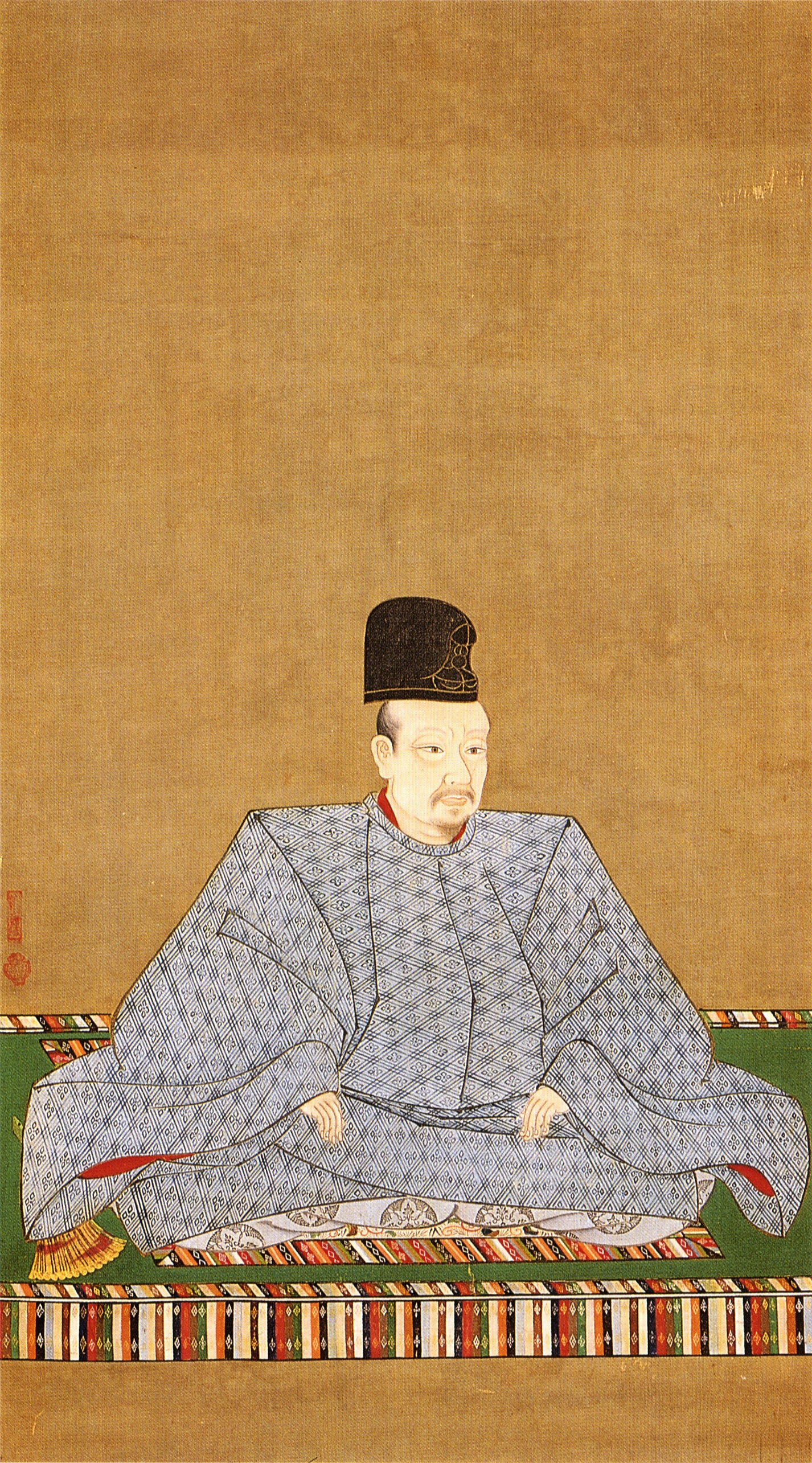
代表作の一つである後陽成院像

京都出身。幼名は宰相。織田信長の家臣・佐々成政の娘を妻に迎えたと伝え、彼女との間に3男（探幽・尚信・安信）を儲けたとされる。また妻の姉妹岳星院が関白鷹司信房に嫁ぎ、江戸幕府3代将軍徳川家光の正室（御台所）鷹司孝子を産んだため、孝子は義理の姪に当たる。長女は狩野信政、次女は神足高雲（常庵）と結婚、信政の息子狩野寿石と高雲の娘で久隅守景の妻国は孫に当たる（寿石は探幽の娘との間に生まれた曾孫とも）。3人の息子については、狩野興以に教育を託したという。
天正18年（1590年）の20歳の時、父が亡くなると兄と共に働いたが、兄も慶長13年（1608年）に亡くなると、遺児で甥の狩野貞信を当主に据えつつ事実上狩野派の中心となって活躍した。孝信は狩野派の支持層である武士階級のみならず、朝廷の後援を得て禁裏絵師となり、右近将監（従六位）に叙し絵所預に任じられた。慶長18年（1613年）の内裏造営では総帥として活躍し（背景に相婿の信房との姻戚関係があったとも）、この時描いた現存最古の「賢聖障子」等は現在仁和寺に伝わっており、孝信の基準作とされる。ただし障子の貼り付けは翌慶長19年（1614年）である。
この時期は政権が豊臣氏から徳川氏に移ろうとする過渡期に当たっていた。孝信あるいはその周辺の人物は、狩野派の本拠地で朝廷のある京都は孝信自身があたり、大坂の豊臣氏には縁故の深い門人の狩野山楽や狩野内膳を配置、江戸の徳川氏には叔父の狩野長信、宗家の貞信と自身の長男探幽を江戸幕府へ売り込むという三方面作戦をとり、権力がどこに移っても狩野派が生き残るよう万全を期した。これは光信の代から行なわれていた処世術で、孝信は光信亡き後は貞信を支えつつ自らも徳川家康に接近、『唐船図腰屏風』を描いたとされる。一方で豊臣氏関係の作品も描いたとされ、高台院と神龍院梵舜の注文で『豊国祭礼図屏風』を描き、慶長17年（1612年）に屏風は豊国神社「下陣」に公開されたという。原本は存在しないが、天明3年（1783年）に写された模本がメクリ10枚で妙法院に保管されている。
元和4年（1618年）、48歳で没す。長男探幽は独立して別家を立てており、次男の尚信が家督を継いだ。末子安信は元和9年（1623年）に貞信亡き後の宗家を継承した。墓は京都妙覚寺と池上本門寺、法名は円大院孝信日養。
画風は父譲りの力強い筆法に加え、兄の華麗さ・温和さを折衷し、後の探幽様式の基礎的な線質を準備した画家であったといえる。人物の面貌描写や衣文線、岩の皴法などが彫りが深いのが特徴である。探幽は孝信の方向（永徳と光信の折衷）に倣う反面、力強い線は受け継がず淡く繊細な線を取り入れたため、孝信様式は同じく力強い線を用いる安信に受け継がれた。

## 代表作
| 作品名             | 技法         | 形状・員数 | 寸法（縦x横cm）                                                                                   | 所有者                   | 年代                            | 落款 | 印章                                     | 文化財指定               | 備考 |
| ------------------ | ------------ | ---------- | ------------------------------------------------------------------------------------------------- | ------------------------ | ------------------------------- | ---- | ---------------------------------------- | ------------------------ | --- |
| 賢聖障子           | 絹本著色     | 全20面     | 賢聖・大：269.6x92.5（各） 賢聖・小：183.6x92.5 獅子・狛犬：195.8x94.2（各） 松：200.0x86.1（各） | 仁和寺                   | 慶長19年（1614年）              | 無   | 無                                       | 重要文化財（2010年指定） | |
| 牡丹図襖           | 紙本金地著色 | 4面        | 178.1x91.5（各）                                                                                  | 仁和寺                   | 慶長19年（1614年）              | 無   | 無                                       |                          | |
| 唐人物図屏風       | 紙本金地著色 | 二曲一隻   | 142.0x138.9                                                                                       | 仁和寺                   | 慶長19年（1614年）              | 無   | 無                                       |                          | |
| 後陽成院像         | 絹本著色     | 1幅        | 107.2x60.2                                                                                        | 泉涌寺                   | 17世紀初め                      | 無   | 「狩野」朱文重郭長方印・「孝信」朱文壺印 | 重要文化財               | |
| 羅漢図             | 絹本著色     | 2幅        | 172.8x87.8（各）                                                                                  | 東福寺                   | 慶長16年-元和4年（1611-1618年） | 無   | 無                                       | 重要文化財               | 同じ東福寺にある伝明兆筆「五百羅漢図」の補作。軸裏の墨書銘によると、五百羅漢図はかつての戦乱で散逸、後に大半が戻ったものの2幅だけは失われたままになっていた。そこで後陽成院が孝信に命じて補わせ、寄進したという。図様は同寺所蔵の「五百羅漢図下絵」からの借用でほぼ同寸であるが、人物描写などは孝信風である。 |
| 高僧像             | 絹本著色     | 1幅        | 125.5x58.3                                                                                        | 個人                     |                                 | 無   | 「狩野」朱文重郭長方印・「孝信」朱文壺印 |                          | 像主については久留米高良山第46代座主・尊能とする説もあるが確証はない。 |
| 洛中洛外図屏風     | 紙本金地著色 | 六曲一双   |                                                                                                   | 富山・勝興寺             |                                 |      |                                          | 重要文化財               | |
| 唐船・南蛮船図屏風 | 紙本金地著色 | 六曲一双   | 155.6x361.0（各）                                                                                 | 九州国立博物館           |                                 | 無   | 無                                       |                          | |
| 唐船図腰屏風       | 紙本金地著色 | 二曲一隻   |                                                                                                   | 栃木・日光東照宮         |                                 |      |                                          |                          | 徳川家康遺愛の品と言われる |
| 唐人物・花鳥図衝立 | 紙本著色     | 1対4面     |                                                                                                   | 高台寺                   |                                 |      |                                          |                          | |
| 唐美人唐子図       |              | 襖4面      |                                                                                                   | 京都・光隆寺             |                                 |      |                                          |                          | |
| 蟠竜図             |              |            |                                                                                                   | 南禅寺法堂               | 慶長11年（1606年）              |      |                                          |                          | |
| 琴棋書画仙人図襖   | 紙本金地著色 | 4面        |                                                                                                   | アメリカ・シアトル美術館 |                                 |      |                                          |                          | |
| 桐鳳凰図屏風       | 紙本金地著色 | 八曲一双   |                                                                                                   | 林原美術館               |                                 |      |                                          |                          | |
| 三十六歌仙図額     | 紙本著色     | 36面       |                                                                                                   | 徳川美術館               | 元和4年（1618年）               |      |                                          |                          | |

### 無落款作品
- 園城寺・日枝社遊楽図屏風 （文化庁保管） 六曲一双 紙本著色 重要文化財[14]
- 洛中洛外図屏風 （福岡市美術館） 六曲一双 紙本金地著色 重要文化財（2011年指定） 吉川観方旧蔵
- 南蛮屏風 （大阪城天守閣） 六曲一双　紙本金地著色 重要文化財
- 花下群舞図屏風 （神戸市立博物館） 六曲一双 紙本著色

これらは無落款ながら、正統的な画風と確かな力量を感じさせる名品で、人物表現の共通性から同一画工の作であることは明白である。近年の研究では筆者を孝信に当てる説が有力だが、孝信の基準作である賢聖障子の人物表現とやや距離があることから異論もある。